# Ciclo Diesel

Ciclo termodinámico presión - volumen de un motor diésel lento.

El ciclo Diesel (en contraposición al ciclo rápido, más aproximado a la realidad) ideal de cuatro tiempos es una idealización del diagrama del indicador de un motor diésel, en el que se omiten las fases de renovación de la carga, y se asume que el fluido termodinámico que evoluciona es un gas perfecto, generalmente aire. Además, se acepta que todos los procesos son ideales y reversibles, y que se realizan sobre el mismo fluido. Aunque todo ello lleva a un modelo muy aproximado del comportamiento real del motor, permite al menos extraer una serie de conclusiones cualitativas con respecto a este tipo de motores. No hay que olvidar que los grandes motores marinos y de tracción ferroviaria son del ciclo de 2 tiempos diésel.

## Fases
1. Compresión, proceso 1-2: es un proceso de compresión adiabática reversible (isentrópica), es decir sin intercambio de calor con el exterior y con un trabajo realizado al sistema para comprimirlo. El pistón, estando en el punto muerto, empieza su carrera de ascenso, comprimiendo el aire contenido en el cilindro. Ello eleva el estado termodinámico del fluido, aumentando su presión, su temperatura y disminuyendo su volumen específico. En la idealización, el proceso viene gobernado por la ecuación del proceso adiabático {\displaystyle P\cdot v^{k}=cte}. La presión en el punto 2 valdrá:
{\displaystyle P_{1}\cdot V_{1}^{k}=P_{2}\cdot V_{2}^{k}}
{\displaystyle P_{2}={\frac {P_{1}\cdot V_{1}^{k}}{V_{2}^{k}}}}
como
{\displaystyle {\frac {V_{1}^{k}}{V_{2}^{k}}}=\xi ^{k}}
{\displaystyle P_{2}=P_{1}\cdot \xi ^{k}}
y la temperatura:
{\displaystyle T_{1}\cdot V_{1}^{k-1}=T_{2}\cdot V_{2}^{k-1}}
{\displaystyle T_{2}={\frac {T_{1}\cdot V_{1}^{k-1}}{V_{2}^{k-1}}}}
{\displaystyle T_{2}=T_{1}\cdot \xi ^{k-1}}
{\displaystyle \xi } = relación de compresión: es la relación entre los volúmenes final e inicial.
{\displaystyle k} = exponente adiabático: es la razón entre la capacidad calorífica a presión constante ({\displaystyle C_{p}}) y la capacidad calorífica a volumen constante ({\displaystyle C_{v}}).
2. Combustión, proceso 2-3: en esta idealización, el aporte de calor Qp se simplifica por un proceso isobárico (a presión constante). Sin embargo, la combustión Diesel es mucho más compleja: en el entorno del punto muerto superior (PMS) (en general un poco antes de alcanzarlo debido a problemas relacionados con la inercia térmica de los fluidos, es decir el retraso que hay entre la inyección y la inflamación espontánea), se inicia la inyección del combustible (en motores de automóviles, gasóleo, aunque basta con que el combustible sea lo suficientemente autoinflamable y poco volátil). El inyector pulveriza y perliza "atomiza" el combustible, que, en contacto con la atmósfera interior del cilindro, comienza a evaporarse. Como quiera que el combustible de un motor diésel tiene que ser muy autoinflamable (gran poder detonante, índice de Cetano alto), ocurre que, mucho antes de que haya terminado la inyección de todo el combustible, las primeras gotas de combustible inyectado se autoinflaman y dan comienzo a una primera combustión caracterizada por ser muy turbulenta e imperfecta, al no haber tenido la mezcla de aire y combustible tiempo suficiente como para homogeneizarse. Esta etapa es muy rápida, y en el presente ciclo se obvia, pero no así en el llamado ciclo Diesel rápido, en el que se simboliza como una compresión isócora al final de la compresión. Posteriormente, se da, sobre la masa fresca que no ha sido quemada, una segunda combustión, llamada combustión por difusión, mucho más pausada y perfecta, que es la que aquí se simplifica por un proceso isóbaro. En esta combustión por difusión se suele quemar en torno al 80% de la masa fresca, de ahí que la etapa anterior se suela obviar. Sin embargo, también es cierto que la inmensa mayoría del trabajo de presión y de las pérdidas e irreversibilidades del ciclo se dan en la combustión inicial, por lo que omitirla sin más solo conducirá a un modelo imperfecto del ciclo Diesel. Consecuencia de la combustión es el elevamiento súbito del estado termodinámico del fluido, en realidad debido a la energía química liberada en la combustión, y que en este modelo ha de interpretarse como un calor que el fluido termodinámico recibe, y a consecuencia del cual se expande en un proceso isóbaro reversible.
{\displaystyle Pb=Pc}
{\displaystyle {\frac {Vb}{Tb}}={\frac {Vc}{Tc}}}
{\displaystyle rc={\frac {Vc}{Vb}}}
{\displaystyle Qa=mCp(Tc-Tb)}
{\displaystyle W=Qa-Qr}
3. Explosión/Expansión, proceso 3-4: se simplifica por una expansión isentrópica (adiabática) del fluido termodinámico, hasta el volumen específico que se tenía al inicio de la compresión. En la realidad, la expansión se produce a consecuencia del elevado estado termodinámico de los gases tras la combustión, que empujan al pistón desde el PMS hacia el PMI, produciendo un trabajo. Nótese cómo, como en todo ciclo de motor de cuatro tiempos o dos tiempos, solo en esta carrera, en la de expansión, se produce un trabajo.
{\displaystyle Pd\cdot Vd^{k}=Pc\cdot Vc^{k}}
Relación de expansión:
{\displaystyle re={\frac {Va}{Vc}}}
Relación de compresión:
{\displaystyle rx=(Rc)(Re)}
4. Última etapa, proceso 4-1: esta etapa es un proceso isocórico (escape) es decir a volumen constante. Desde la presión final de expansión hasta la presión inicial de compresión. En rigor, carece de cualquier significado físico, y simplemente se emplea ad hoc, para poder cerrar el ciclo ideal. Sin embargo, hay autores que no satisfechos con todas las idealizaciones realizadas, insisten en dar un significado físico a esta etapa, y la asocian a la renovación de la carga, pues, razonan, es esto lo que se produce en las dos carreras que preceden a la compresión y siguen a la expansión: el escape de masa quemada y la admisión de masa fresca. No obstante, el escape es un proceso que requiere mucho más trabajo que el que implica este proceso (ninguno), y además ninguno de los dos procesos se da, ni por asomo, a volumen específico constante.
{\displaystyle Vd=Va}
{\displaystyle {\frac {Pd}{Td}}={\frac {Pa}{Ta}}}
{\displaystyle Qr=mCr(Td-Ta)}
Formas para calcular Fracción de Carrera al Cierre:

{\displaystyle Fc={\frac {Pa}{Pme}}}
{\displaystyle Fc={\frac {(rc)(Vb)-Vb}{(rk)(Vb)-Vb}}}
Donde:
Pa: Presión inicial 
Pme: Presión media efectiva
rc: Relación de cierre de admisión 
rk: Relación de compresión 
Vb: Volumen b 
Es importante notar cómo, en el ciclo diésel, no se deben confundir nunca los cuatro tiempos del motor con el ciclo termodinámico que lo idealiza, que solo se refiere a dos de los tiempos: la carrera de compresión y la de expansión. El proceso de renovación de la carga cae fuera de los procesos del ciclo diésel, y ni tan siquiera es un proceso termodinámico en el sentido estricto.

### Eficiencia térmica máxima
La eficiencia térmica máxima en un ciclo diésel depende de la relación de compresión y la relación de corte. Se rige por la siguiente fórmula bajo análisis estándar de aire frío:
{\displaystyle \eta _{th}=1-{\frac {1}{r^{\gamma -1}}}\left({\frac {\alpha ^{\gamma }-1}{\gamma (\alpha -1)}}\right)}
En donde;
{\displaystyle \eta _{th}} es la eficiencia térmica
{\displaystyle \alpha } es la relación de corte {\displaystyle {\frac {V_{3}}{V_{2}}}} (relación entre el volumen final e inicial en la fase de combustión)
r es la relación de compresión {\displaystyle {\frac {V_{1}}{V_{2}}}}
{\displaystyle \gamma } es la relación de calores específicos (Cp/Cv)
La relación de corte puede ser expresada en términos de temperatura como se muestra a continuación:
{\displaystyle {\frac {T_{2}}{T_{1}}}={\left({\frac {V_{1}}{V_{2}}}\right)^{\gamma -1}}=r^{\gamma -1}}
{\displaystyle \displaystyle {T_{2}}={T_{1}}r^{\gamma -1}}
{\displaystyle {\frac {V_{3}}{V_{2}}}={\frac {T_{3}}{T_{2}}}}
{\displaystyle \alpha =\left({\frac {T_{3}}{T_{1}}}\right)\left({\frac {1}{r^{\gamma -1}}}\right)}
{\displaystyle T_{3}} puede ser aproximada a la temperatura de la flama del combustible utilizado. La temperatura de la flama se puede aproximar a la temperatura diabática de flama del combustible con la correspondiente relación aire-combustible y presión de compresión, {\displaystyle p_{3}}. {\displaystyle T_{1}} puede aproximarse a la temperatura del aire de entrada.
Esta fórmula solo calcula la eficiencia térmica ideal. La eficiencia térmica real será bastante menor debido a las pérdidas por calor y fricción. La fórmula es más compleja que la del ciclo de Otto (motores a gasolina) que tiene la siguiente fórmula:
{\displaystyle \eta _{otto,th}=1-{\frac {1}{r^{\gamma -1}}}}